# Dąbrówka Drygalska
Dąbrówka Drygalska (deutsch Dombrowken, 1938–1945 Altweiden) ist ein kleiner Ort in der polnischen Woiwodschaft Ermland-Masuren, der zur Gmina Biała Piska (Stadt- und Landgemeinde Bialla, 1938–1945 Gehlenburg) im Powiat Piski (Kreis Johannisburg) gehört.

## Geographische Lage
Dąbrówka Drygalska liegt im Südosten der Woiwodschaft Ermland-Masuren östlich der Bahnstrecke Olsztyn–Ełk, 20 Kilometer nordöstlich der Kreisstadt Pisz (deutsch Johannisburg).

## Geschichte
Der Weiler (polnisch Osada) und um 1522 Dembowen, um 1540 Demerowo, nach 1579 Dambrowsken, nach 1777 Domborowken, nach 1785 Dombrowsken und bis 1938 Dombrowken genannte Ort wird seit 1447 erwähnt. Im Jahr 1905 zählte er drei Häuser mit 22 Einwohnern. Der Ort war bis 1928 ein Vorwerk, dann bis 1945 ein Wohnplatz innerhalb des Gutsbezirks bzw. der späteren Gemeinde Drygallen (1938–1945 Drigelsdorf, polnisch Drygały). Somit gehörte er zum Kreis Johannisburg im Regierungsbezirk Gumbinnen (ab 1905 Regierungsbezirk Allenstein) in der preußischen Provinz Ostpreußen. Am 3. Juni (amtlich bestätigt am 16. Juli) 1938 wurde Dombrowken aus politisch-ideologischen Gründen der Abwehr fremdländisch klingender Ortsnamen in „Altweiden“ umbenannt.
In Kriegsfolge kam der Ort 1945 mit dem gesamten südlichen Ostpreußen zu Polen und erhielt die polnische Namensform Dąbrówka Drygalska. Heute ist er eine Ortschaft innerhalb der Stadt- und Landgemeinde Biała Piska im Powiat Piski, bis 1998 der Woiwodschaft Suwałki, seither der Woiwodschaft Ermland-Masuren zugehörig.

## Religionen
Bis 1945 war Dombrowken in die evangelische Kirche Drygallen in der Kirchenprovinz Ostpreußen der Evangelischen Kirche der Altpreußischen Union sowie in die römisch-katholische Kirche Johannisburg im Bistum Ermland eingepfarrt.
Heute gehört Dąbrówka Drygalska katholischerseits zur Pfarrei Drygały im Bistum Ełk der Römisch-katholischen Kirche in Polen, während die evangelischen Einwohner sich zur Kirchengemeinde in Biała Piska halten, einer Filialgemeinde der Pfarrei Pisz in der Diözese Masuren der Evangelisch-Augsburgischen Kirche in Polen.

## Verkehr
Dąbrówka Drygalska ist von Sulimy (Sulimmen) an der Woiwodschaftsstraße 667 über Zaskwierki (Jurgasdorf) zu erreichen.